# Gabrielle Daleman
Gabrielle Daleman (Toronto, Ontário, 13 de janeiro de 1998) é uma patinadora artística canadense, que compete no individual feminino. Ela foi medalhista de bronze do Campeonato Mundial de 2017, medalhista de prata no Campeonato dos Quatro Continentes de 2017 e campeã do campeonato nacional canadense em 2015. Nos Jogos Olímpicos de Inverno de 2014 em Sóchi, Daleman terminou na décima sétima posição no individual feminino. Nos Jogos Olímpicos de Inverno de 2018, em PyeongChang, ela foi campeã olímpica na competição por equipes, e terminou da décima quinta posição no individual feminino.

## Principais resultados
| Resultados | Resultados        | Resultados        | Resultados        | Resultados      | Resultados       | Resultados        | Resultados      | Resultados    | Resultados    | Resultados    | Resultados    | Resultados    |
| Internacional | Internacional     | Internacional     | Internacional     | Internacional   | Internacional    | Internacional     | Internacional   | Internacional | Internacional | Internacional | Internacional | Internacional |
| Evento/Temporada | 2011– 2012        | 2012– 2013        | 2013– 2014        | 2014– 2015      | 2015– 2016       | 2016– 2017        | 2017– 2018      | 2018– 2019    |               |               |               |               |
| --- | ----------------- | ----------------- | ----------------- | --------------- | ---------------- | ----------------- | --------------- | ------------- | ------------- | ------------- | ------------- | ------------- |
| Jogos Olímpicos |                   |                   | 17.ª              |                 |                  |                   | 15.ª            |               |               |               |               |               |
| Campeonato Mundial |                   |                   | 13.ª              | 21.ª            | 9.ª              | Medalha de bronze | 7.ª             |               |               |               |               |               |
| Campeonato dos Quatro Continentes |                   |                   |                   | 7.ª             | WD               | Medalha de prata  |                 |               |               |               |               |               |
| GP Cup of China |                   |                   |                   | 5.ª             |                  |                   | 6.ª             |               |               |               |               |               |
| GP NHK Trophy |                   |                   |                   | 6.ª             |                  |                   |                 | WD            |               |               |               |               |
| GP Skate America |                   |                   |                   |                 |                  | 4.ª               | 6.ª             |               |               |               |               |               |
| GP Skate Canada International |                   |                   |                   |                 | 5.ª              |                   |                 | WD            |               |               |               |               |
| GP Trophée de France |                   |                   |                   |                 | 6.ª              | 4.ª               |                 |               |               |               |               |               |
| CS Finlandia Trophy |                   |                   |                   |                 |                  |                   | 6.ª             |               |               |               |               |               |
| CS Nebelhorn Trophy |                   |                   |                   |                 |                  | Medalha de bronze |                 |               |               |               |               |               |
| CS Ondrej Nepela Trophy |                   |                   |                   |                 | 4.ª              |                   |                 |               |               |               |               |               |
| CS Skate Canada Autumn Classic |                   |                   |                   | Medalha de ouro |                  |                   |                 |               |               |               |               |               |
| CS U.S. International Classic |                   |                   |                   |                 |                  |                   |                 | WD            |               |               |               |               |
| Internacional – Júnior |                   |                   |                   |                 |                  |                   |                 |               |               |               |               |               |
| Campeonato Mundial Júnior |                   | 6.ª               |                   |                 |                  |                   |                 |               |               |               |               |               |
| JGP JGP Alemanha |                   | 5.ª               |                   |                 |                  |                   |                 |               |               |               |               |               |
| JGP JGP Áustria |                   | 6.ª               |                   |                 |                  |                   |                 |               |               |               |               |               |
| JGP JGP Estônia |                   |                   | 4.ª               |                 |                  |                   |                 |               |               |               |               |               |
| JGP JGP Polônia |                   |                   | Medalha de bronze |                 |                  |                   |                 |               |               |               |               |               |
| International Challenge Cup | Medalha de prata  |                   |                   |                 |                  |                   |                 |               |               |               |               |               |
| Nacional |                   |                   |                   |                 |                  |                   |                 |               |               |               |               |               |
| Campeonato Canadense |                   | Medalha de prata  | Medalha de prata  | Medalha de ouro | Medalha de prata | Medalha de prata  | Medalha de ouro |               |               |               |               |               |
| Campeonato Canadense – Júnior | Medalha de ouro   |                   |                   |                 |                  |                   |                 |               |               |               |               |               |
| SC Challenge |                   | Medalha de bronze |                   |                 | Medalha de ouro  |                   |                 |               |               |               |               |               |
| SC Challenge – Júnior | Medalha de bronze |                   |                   |                 |                  |                   |                 |               |               |               |               |               |
| Equipes |                   |                   |                   |                 |                  |                   |                 |               |               |               |               |               |
| Jogos Olímpicos |                   |                   |                   |                 |                  |                   | 1T/3P           |               |               |               |               |               |
| Troféu Mundial por Equipes |                   | 2T/11P            |                   | 4.ª 4T/8P       |                  | 4.ª 4T/4P         |                 |               |               |               |               |               |
| Team Challenge Cup |                   |                   |                   |                 | 1T/8P            |                   |                 |               |               |               |               |               |
| |                   |                   |                   |                 |                  |                   |                 |               |               |               |               |               |
| Legenda: GP = Grand Prix; CS = Challenger Series; JGP = Grand Prix Júnior; WD = Abandonou; T = Posição da equipe; P = Posição individual; Competição não foi disputada nesta temporada; Competição não fez parte do GP/CS; Competição fez parte do GP/CS |                   |                   |                   |                 |                  |                   |                 |               |               |               |               |               |